# ヒメーシュ・レーシャミヤー

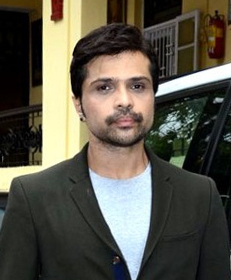

ヒメーシュ・レーシャミヤー（Himesh Reshammiya、1973年7月23日 - ）は、インドの映画音楽作曲家、歌手、俳優。グジャラート州バーヴナガル出身。ボリウッドを代表する映画音楽プロデューサーである。

## 経歴
映画音楽のプロデューサーとしてデビューし人気を博し、2005年に歌手デビュー、2007年に俳優デビューしている。2006年のフィルムフェア賞ではベストプレイバックシンガーに選ばれている。